# Зарнов
Зарнов (њем. Sarnow) општина је у њемачкој савезној држави Мекленбург-Западна Померанија. Једно је од 89 општинских средишта округа Остфорпомерн. Према процјени из 2010. у општини је живјело 472 становника. Посједује регионалну шифру (AGS) 13059087.

## Географски и демографски подаци
Зарнов се налази у савезној држави Мекленбург-Западна Померанија у округу Остфорпомерн. Општина се налази на надморској висини од 15 метара. Површина општине износи 23,2 km². У самом мјесту је, према процјени из 2010. године, живјело 472 становника. Просјечна густина становништва износи 20 становника/km².